# Qart Hadasht (Ibérie)
Pour les articles homonymes, voir Qart Hadasht.

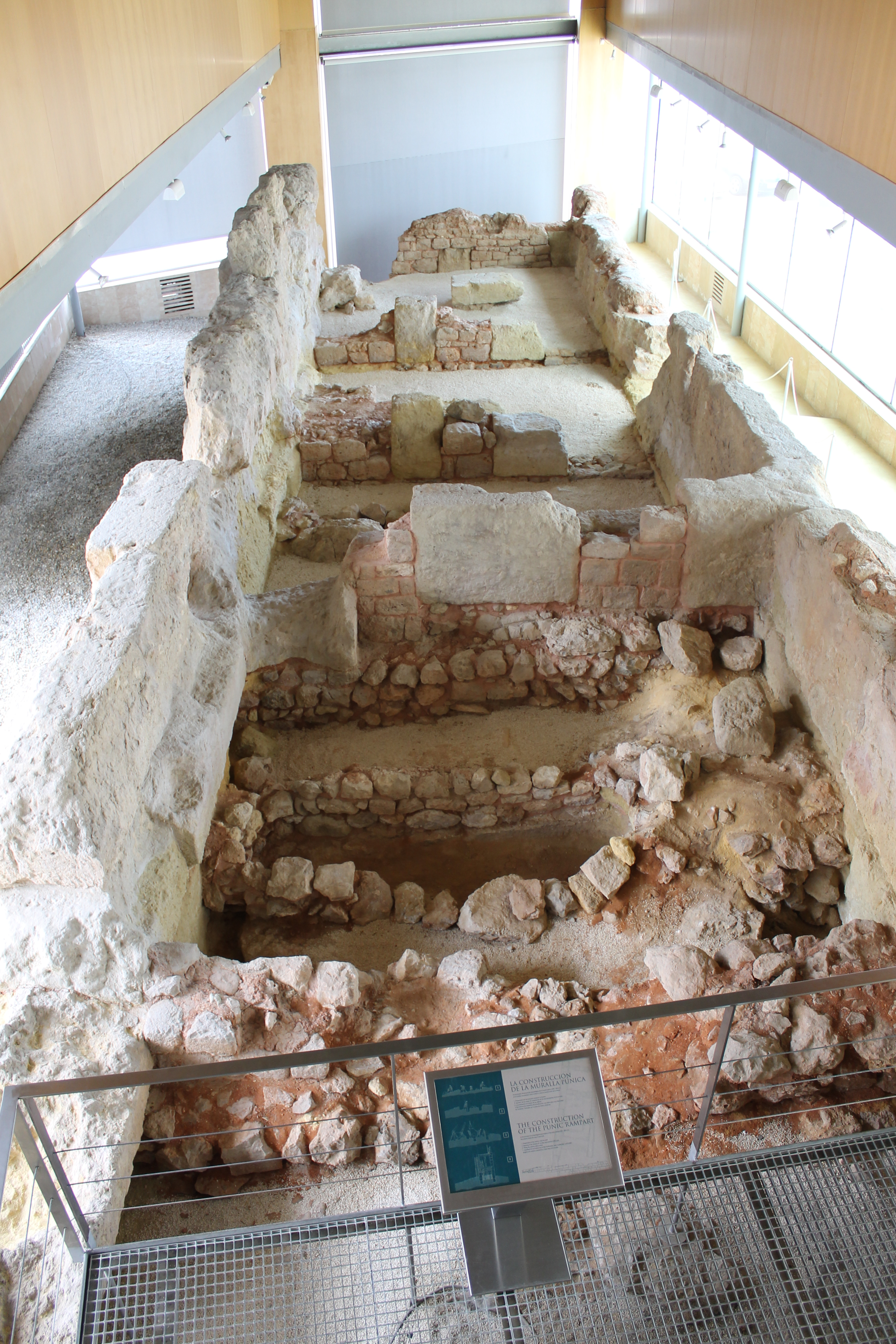
Site archéologique de la muraille punique de Qart Hadasht (aujourd'hui Carthagène), prise par Scipion l'Africain en 209 av. J.-C.

Qart Hadasht (en punique : 𐤒𐤓𐤕𐤟𐤇𐤃𐤔𐤕) est une cité antique punique, située sur l'emplacement de la ville actuelle de Carthagène (Espagne).
Elle reçoit ce nom (qui signifie Ville nouvelle, et qui était aussi celui de la métropole, Carthage), depuis sa fondation en 227 av. J.-C. jusqu'à la conquête romaine en 209 av. J.-C., au cours de la deuxième guerre punique, où elle est renommée Carthago Nova.

## Histoire

### Fondation
Selon les sources antiques, la ville de Carthagène est fondée par le général carthaginois Hasdrubal le Beau en 227 av. J.-C..
Le problème de la fondation se pose car certaines sources antiques mentionnent également la cité de Mastia autour du VIe siècle av. J.-C., en relation avec la culture des Tartessos, et que l'historiographie traditionnelle, héritier des idées d'Adolf Schulten, associe géographiquement avec Carthagène. Ce fait suggère qu'Hasdrubal le Beau ne fonde pas la cité sur un terrain vague, mais profite de l'ancienne colonie de Mastia influencée par la culture phénicienne, refondue, entourée de muraille et convertit en capital du territoire carthaginois en Ibérie (es).

### Deuxième guerre punique

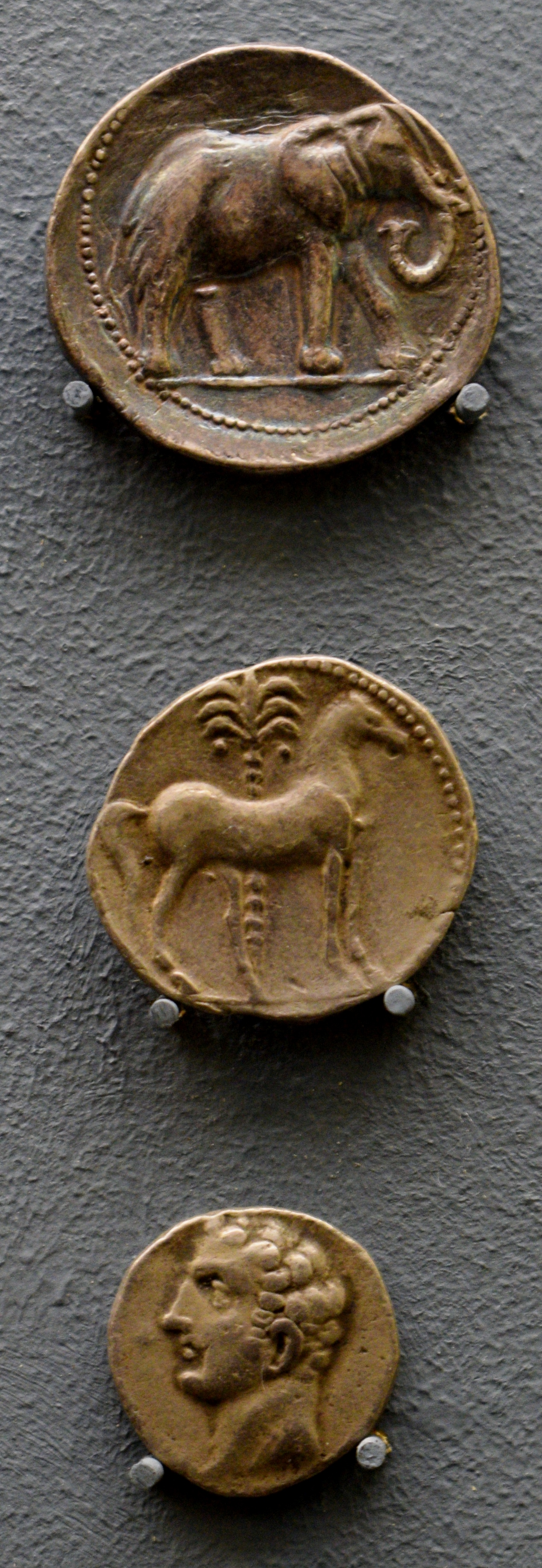
Série de pièces de monnaie carthaginoises en argent, dont une à l'effigie probablement d'Hamilcar Barca, frappée à Qart Hadasht. Collection du musée d'Albacete.

Victoire romaine lors du siège de l'antique Qart Hadash en 209 av. J.-C..

Qart Hadasht est devenu la principale base des opérations de Carthage dans la péninsule Ibérique et la principale source d'approvisionnement en argent, provenant des mines de Carthagène pour le soutien de l'armée au cours de la deuxième guerre punique,.
Selon certains historiens, les possessions d'Hasdrubal le Beau dans la péninsule Ibérique ne dépendent pas de Carthage, mais entre dans le cadre de son projet de consolider dans la péninsule Ibérique une monarchie de type hellénistique avec sa capitale à Qart Hadasht. Hasdrubal le Beau assassiné, son beau-frère Hannibal Barca reprend le « royaume ». De Qart Hadasht partit Hannibal Barca avec ses éléphants dans sa fameuse expédition en Italie, où il réussit à traverser les Alpes pour commencer la deuxième guerre punique en 218 av. J.-C.
Rome contre-attaque en envoyant le général Scipion l'Africain, qui assiège la cité à la fois par mer et par terre, et la prend en 209 av. J.-C. après de durs affrontements. Avec la chute de Qart Hadasht, les Romains font un pas décisif pour mettre fin à la domination punique dans le sud de la péninsule Ibérique.

## Archéologie

### Mont Molientente
Pendant la domination carthaginoise, Polybe nous apprend que le Mont Molientente (appelé Arx Asdrubalis par les Romains) remplit les fonctions d'une acropole pour la cité. Le palais d'Hasdrubal le Beau est construit sur ce mont, où d'ailleurs il est assassiné. Les vestiges du palais n'ont toujours pas été retrouvés.
Les fouilles sur la colline à la fin du XXe siècle font apparaître de nombreux vestiges de l'époque romaine et parmi ceux-ci des murs de deux mètres d'épaisseur construits avec des briques de terre cuite qui devaient appartenir à un sanctuaire punique. La découverte d'une grande quantité de bols en argile pour les libations alimente l'hypothèse de l'existence de rituels de feu. De plus, la composition de la céramique fait penser à l'importation de poteries des colonies carthaginoises de Sicile et qui aurait été recopiée à Qart Hadasht. Si la chronologie et l'interprétation du bâtiment sont confirmées, ce serait le plus grand bâtiment de l'époque des Barcides connu à ce jour à Carthagène.
En 2015, l'Académie royale d'histoire publie des enquêtes de l'archéologue Iván Negueruela (es), dans lesquelles il évoque le fait que le palais d'Hasdrubal est construit sur la colline selon une disposition basée sur un système d'angles sexagésimaux. L'architecte responsable a imaginé un aménagement complexe basé sur des triangles combinés à des rectangles, dénotant une connaissance approfondie de la géométrie. La mesure est celle de la « coudée réelle » (soit 52 cm, bien documentée dans les fouilles de Carthage, et le monument est structuré en sept terrasses en gradins qui sont creusées dans la roche en s'adaptant à la topographie escarpée du mont. 

### Muraille punique

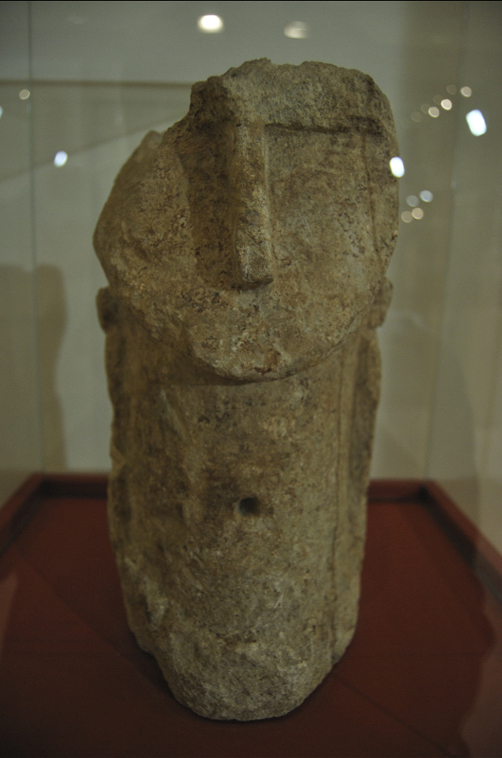
Ex-voto punique du, exposé au musée archéologique municipal de Carthagène.

Dotée de son propre centre d'interprétation, la muraille punique conserve la partie du mur qui s'étend entre les collines Saint-Joseph et la colline sacrée, dans l'entrée de l'isthme antique. La construction suit des schémas hellénistiques : elle est composée d'un double mur parallèle en grès d'une hauteur d'environ trois mètres.
Des preuves d'incendie criminel provoqué lors de la bataille amenant à la prise de la ville par Scipion l'Africain sont retrouvées pendant les fouilles de la muraille.

### Habitations
En février 1986, apparaissent dans un terrain vague de la rue de la Serreta (es), sur les pentes du Mont Sacré, des vestiges puniques partiellement abîmés et qui étaient ignorés jusque-là. Les fouilles postérieures mettent en lumière une série de salles quadrangulaires dotées de socles composés de grandes pierres et de murs en adobe, et qui représentent des signes de destruction que les chercheurs imputent à l'assaut romain de 209 av. J.-C.. D'autres chercheurs contestent cette théorie en avançant l'hypothèse de maisons de pêcheurs.
À la Plaza de San Ginés est trouvée une autre maison carthaginoise, mais cette fois composée d'une pièce unique. La maison se situe sur un tronçon de rue pavée ce qui pourrait insinuer une certaine ordonnance urbaine. D'autres maisons sont fouillées dans les rues de Faquineto et San Cristóbal Larga, maisons sous lesquelles se situent d'autres vestiges postérieures à la conquête latine. En 2014, une autre construction à caractère résidentiel est découverte pendant des fouilles archéologiques dans la place de la Merced ; ce bâtiment porte des traces d'incendie datant de la prise d'assaut de la ville par les Romains.

## Culture populaire

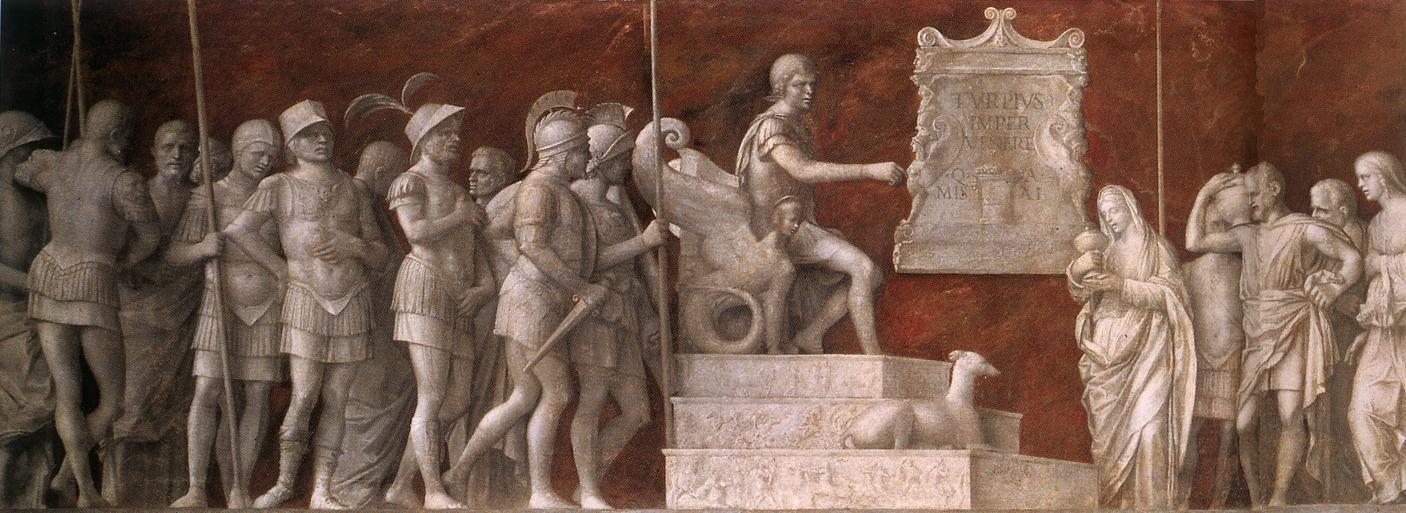
Tableau de La Clémence de Scipion d'après Giovanni Bellini.

L'histoire de la domination carthaginoise de Carthagène a une importance, principalement en raison de son rôle dans le conflit romano-punique. Dès le début, la littérature romaine est fascinée par un épisode appelé La Clémence de Scipion, dans lequel après la prise de la ville par Scipion l'Africain, des soldats lui présentent une jeune femme ibérique d'une beauté exceptionnelle comme butin. Le prince celtibère Aluccius, promis et amoureux de la jeune femme, se présente devant le général romain en amenant une rançon. Scipion s'apitoie, rend la jeune ibère à son fiancé et donne la rançon comme dot pour la noce. L'événement, probablement un récit légendaire, est une source d'inspiration pour de nombreux musiciens et artistes de la Renaissance et du Baroque.
À l'époque moderne, nous pouvons trouver des références et des descriptions de Qart Hadasht dans les romans historiques, dans lesquels la ville est décrite comme une capitale fastueuse des Barcides en Ibérie comme exemple il est possible de citer : Africanus: el hijo del cónsul de Santiago Posteguillo ou Pride of Carthage de David Anthony Durham.
Le cinéma s'est aussi intéressé pour sa part à la Carthagène punique avec par exemple le documentaire : De Qart-Hadast a Cartagena. La legendaria Muralla Púnica y Carthago Nova qui arrive finaliste du Prix Goya dans la catégorie meilleur film d'animation. En outre, depuis 1990 ont lieu chaque année dans la ville des reconstitutions historiques lors des fêtes des Carthaginois et des Romains qui sont centrées sur les événements le départ d'Hannibal Barca et la prise de la ville par Scipion l'Africain.

#### Fond antique
- Polybe, Histoires (lire sur Wikisource).
- Strabon, Géographie (lire sur Wikisource).

#### Ouvrages et articles
- (es) José María Blázquez Martínez, « Explotaciones mineras en Hispania durante la República y el Alto Imperio Romano », Anuario de Historia Económica y Social en España 2,‎ 1969 (lire en ligne, consulté le 19 juillet 2021).
- (es) Miguel Martín Camino, « Colonización fenicia y presencia púnica en Murcia », El mundo púnico: historia, sociedad y cultura, Editora Regional de Murcia,‎ 1990 (ISBN 84-756-4160-1).
- (es) Miguel Martín Camino, Carthago Nova: Leyenda y arqueología de las ciudades preromanas de la Península Ibérica, Madrid, 1994.
- (es) Iván Negueruela, « Prólogo de Martín Almagro », dans El magnífico palacio de Asdrúbal en Cartagena (cerro del Molinete), Real Academia de la Historia, 2015 (ISBN 84-150-6966-9).
- (es) Sergio Ramallo et E. Ruiz, « El diseño de una gran ciudad del sureste de Iberia. Qart Hadast », dans S. Helas et D. Marzoli, Phönizisches und punisches Städtewesen, Madrid, 2009, p. 529-544.
- (es) Alicia Rodero Riaza (es), « La ciudad de Cartagena en época púnica », Aula Orientalis, no 3,‎ 1985, p. 217-225.
- (es) Adolf Schulten, Fontes Hispaniae Antiquae, Barcelone, Librería Bosc, 1935.